# Weststraat (Ouddorp)

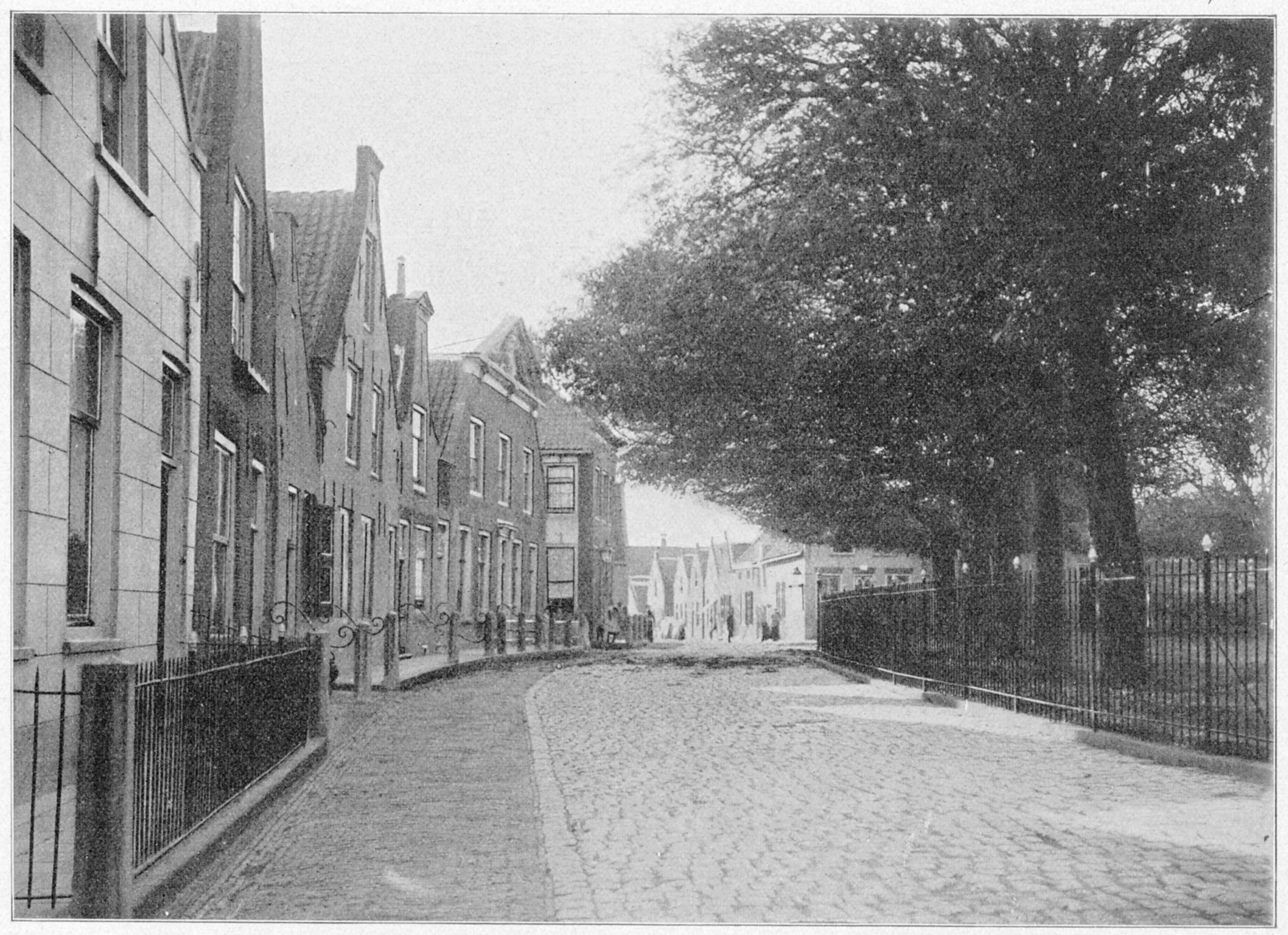
De Weststraat in 1910

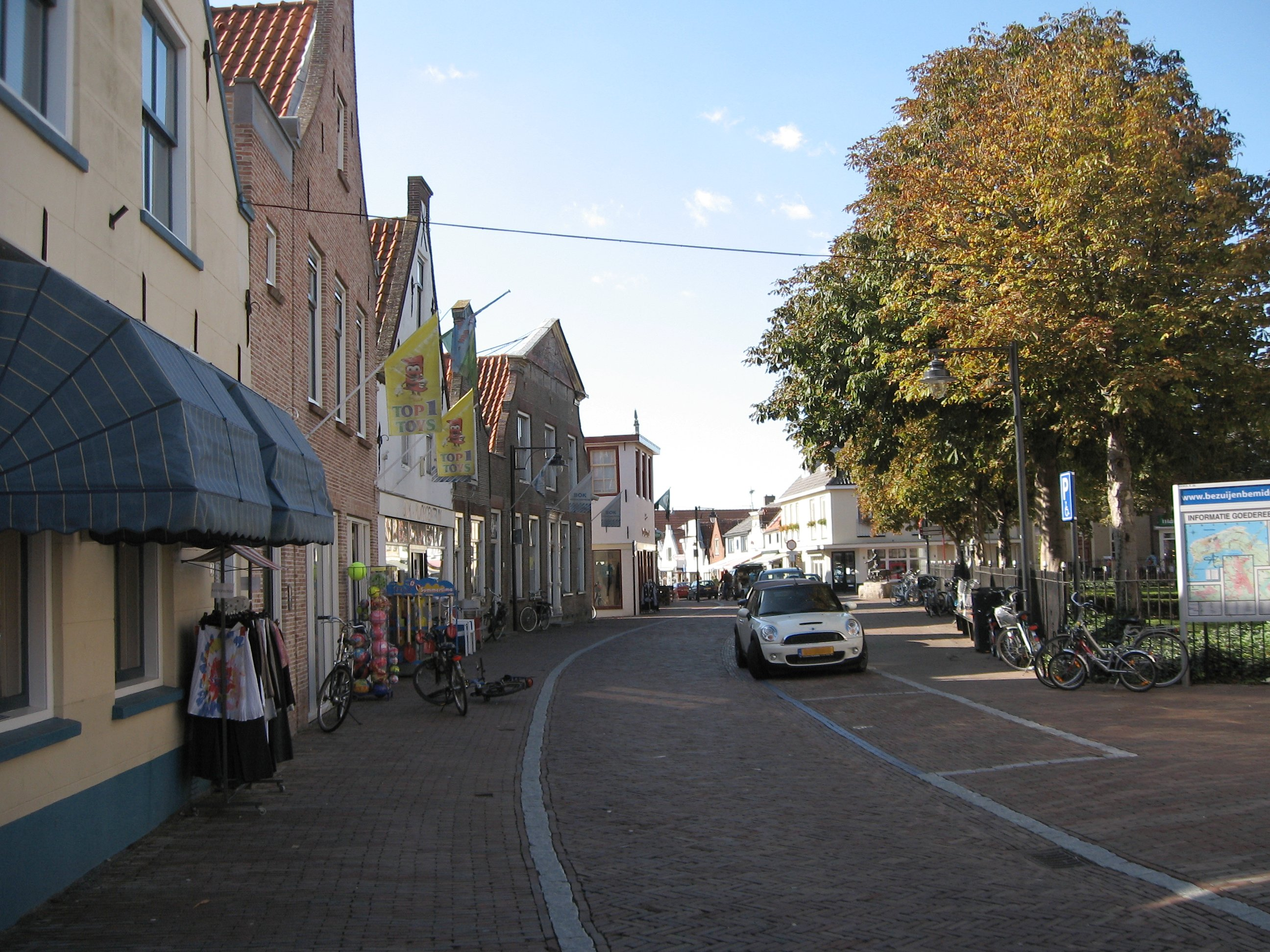
De Weststraat in 2009

De Weststraat is een straat in de Zuid-Hollandse plaats Ouddorp. De straat is een van de vier straten waaruit de kerkring bestaat. Vandaar loopt de straat uit in westelijke richting. Tot begin 20e eeuw werd de straat ook wel Heerenstraat genoemd. Langs de Weststraat staan een aantal gemeentelijke- en rijksmonumenten. Tegenwoordig zijn veel winkels langs de straat gevestigd. De laatste jaren wordt de horeca-functie, met bijbehorende terrassen belangrijker.
De Weststraat was een van de voornaamste straten van het dorp. Komende vanaf de Raadhuisstraat (vroeger: Kerkstraat), staat rechts het Raadhuis van Ouddorp, in 1904 gebouwd op het kerkhof van de Hervormde Kerk. Architect van het raadhuis is Tjeerd Kuipers.
Het tweede huis links is de voormalige schuilkerk of vermaning van de doopsgezinde kerk. Dit gebouw is gebouwd in 1598. Eeuwenlang waren in Ouddorp slechts twee kerken, de Hervormde dorpskerk en de Doopsgezinde kerk. In de 16e en 17e mochten Doopsgezinden hun godsdienst niet zichtbaar uitoefenen en om die reden zijn veel zogenaamde schuilkerken ontstaan. Naast het gebouw is een poort, het Nicodemuspoortje, de toegang tot het voormalige kerkje. Huisnummer 5 tot en met 15 waren ooit alle eigendom van Kees van der Bok. In de pandjes was jarenlang een warenhuis gevestigd, in de volksmond, de Rommelbok genaamd. Deze panden worden in 2011 gerenoveerd. Vooral nummer 15 is een breed pand, maar verkeert echter in slechte staat. Het pand uit 1774 heeft een opmerkelijke kroonlijst, hetwelk in de jaren 90 van de vorige eeuw op straat is gevallen, maar die inmiddels weer is hersteld.
Op de hoek met de Hoenderdijk staat een monument ter herinnering aan het zogenaamde uitmijnen van het landschap rondom Ouddorp. Hierdoor is onder meer het unieke schurvelingenlandschap ontstaan.
In het verlengde van de Weststraat was tot begin 20e eeuw een weeshuis uit 1567 aanwezig. Dit weeshuis is echter gesloopt. Aan het einde van de Weststraat is een oorlogsmonument te vinden, met daarop de namen van 24 slachtoffers uit de Tweede Wereldoorlog. Het monument werd onthuld op 4 mei 1951 door burgemeester J.A. Kleijnenberg. De ontwerper is Ir. M.C.A.  Meischke. In 2006 is een tweede monument geplaatst voor de slachtoffers van een opgeviste bom op het vissersschip OD-1.

## Afbeeldingen

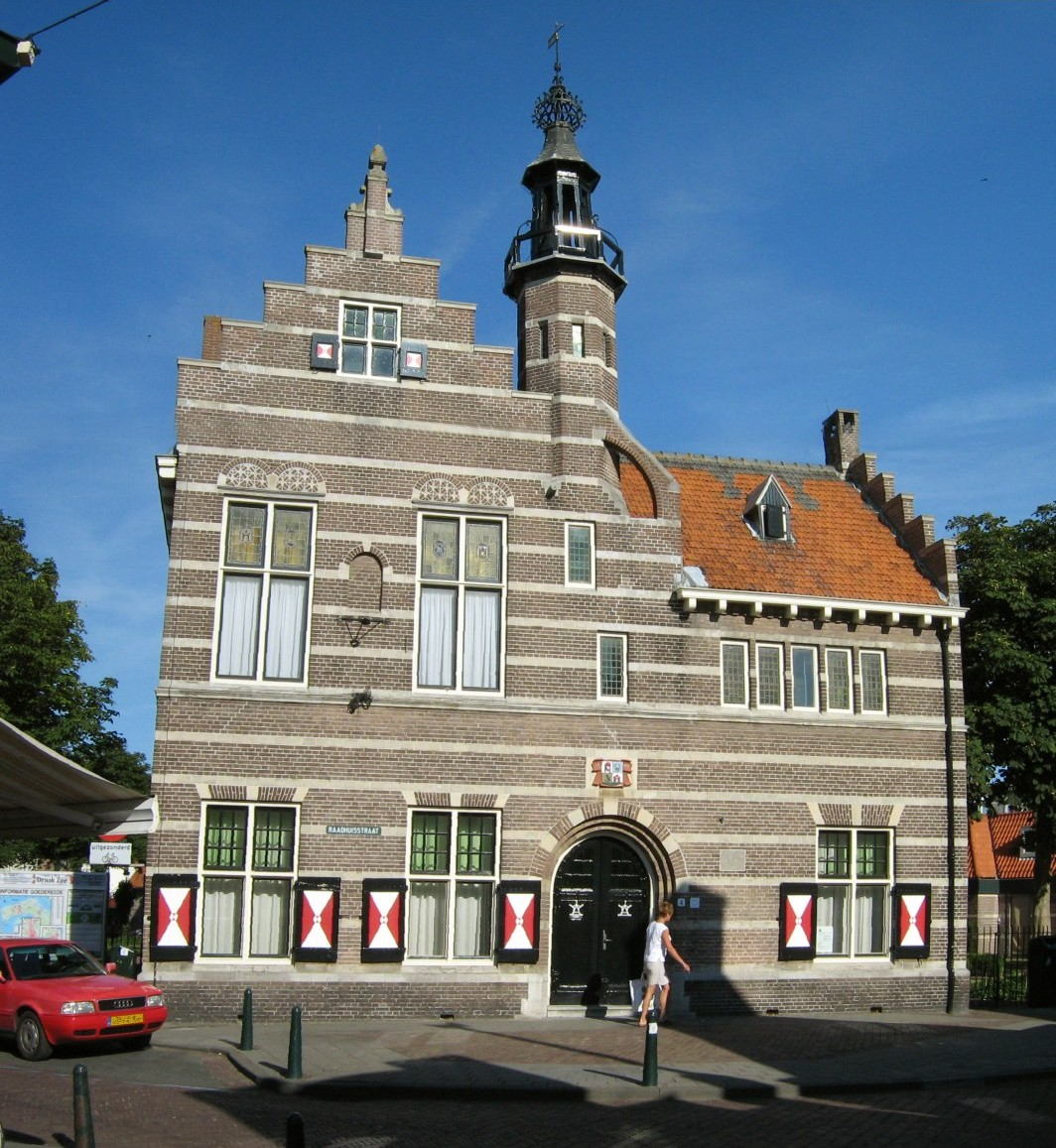
Het raadhuis op de hoek Weststraat-Raadhuisstraat
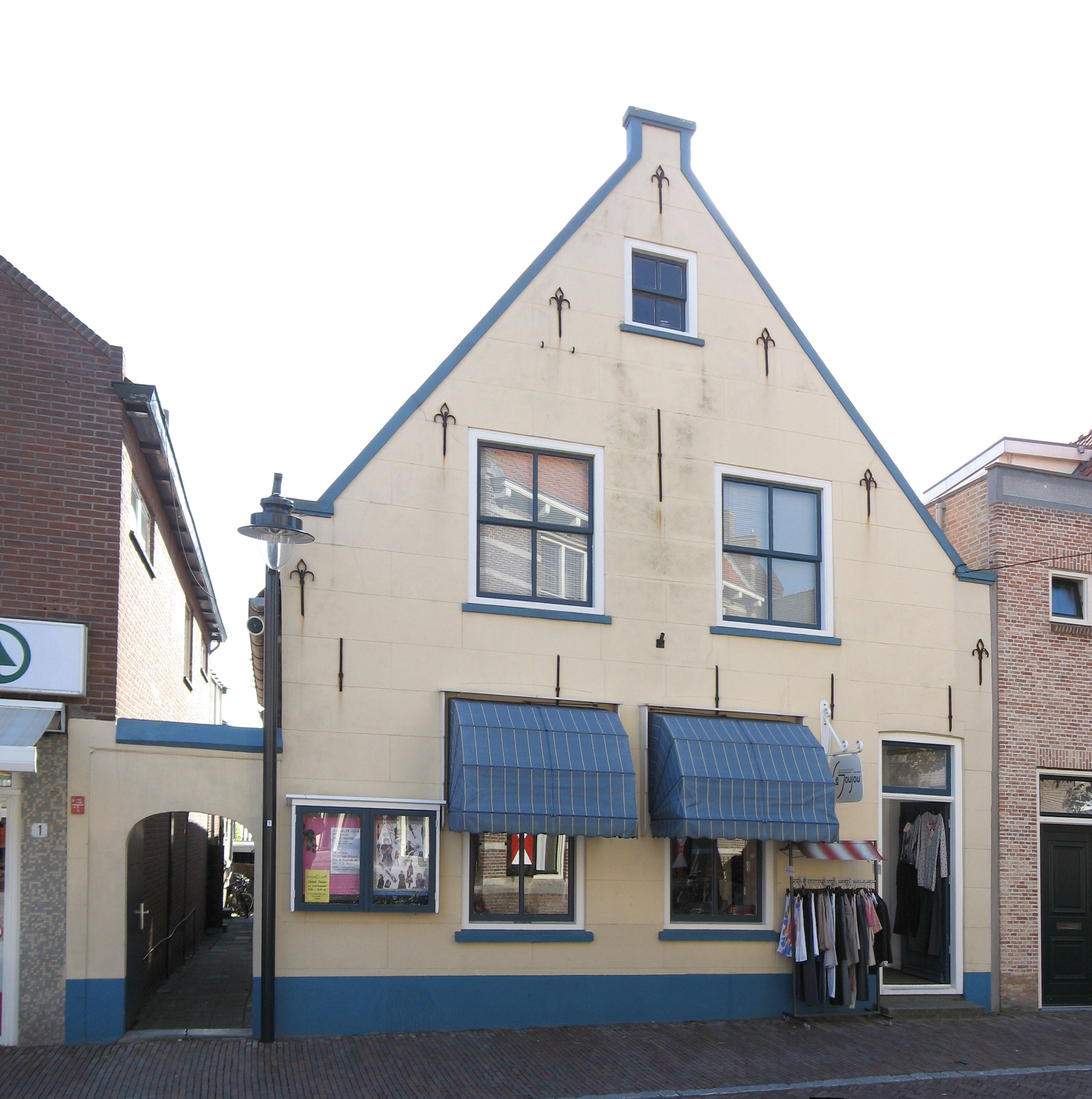
De voormalige schuilkerk
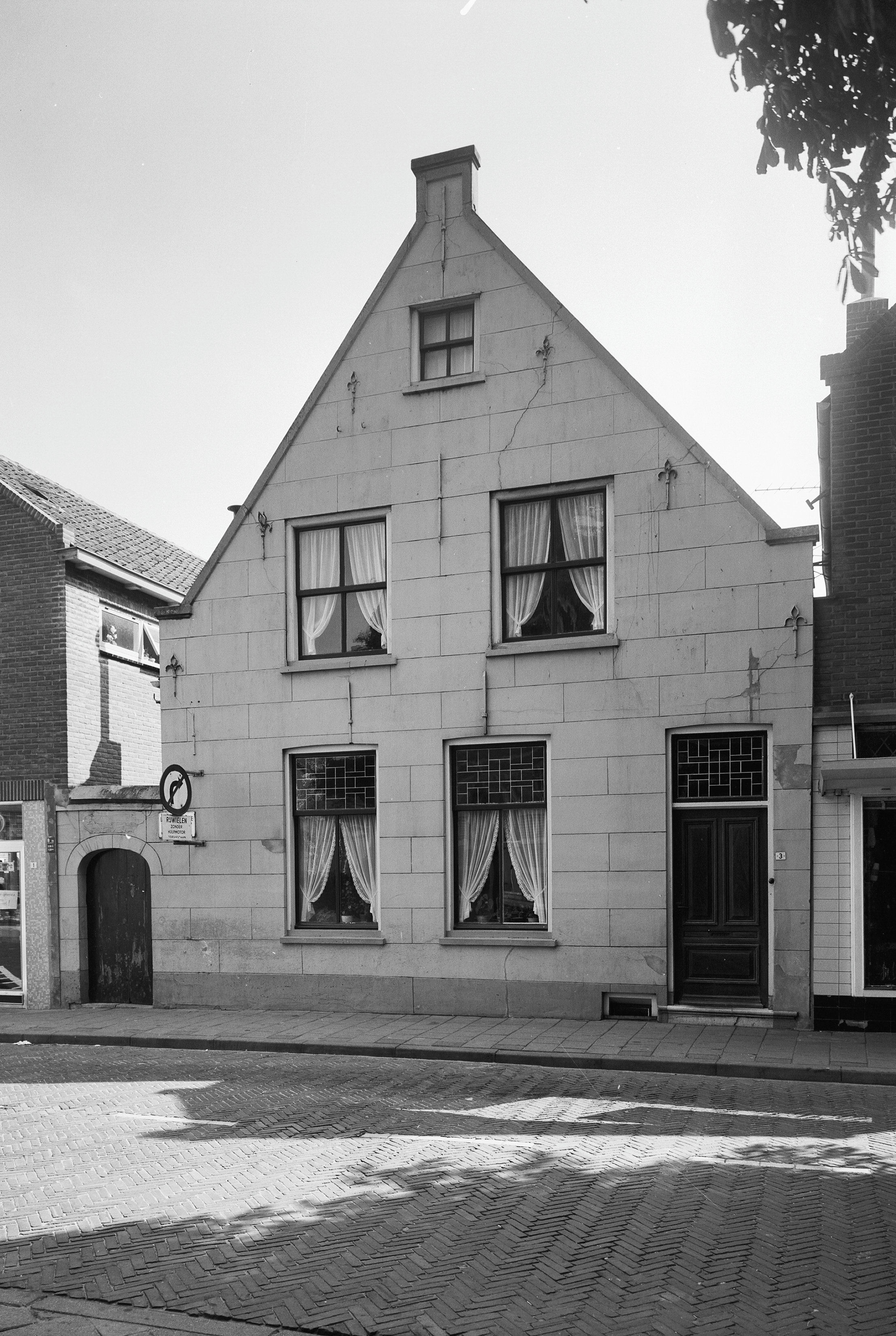
Weststraat 3 in 1967
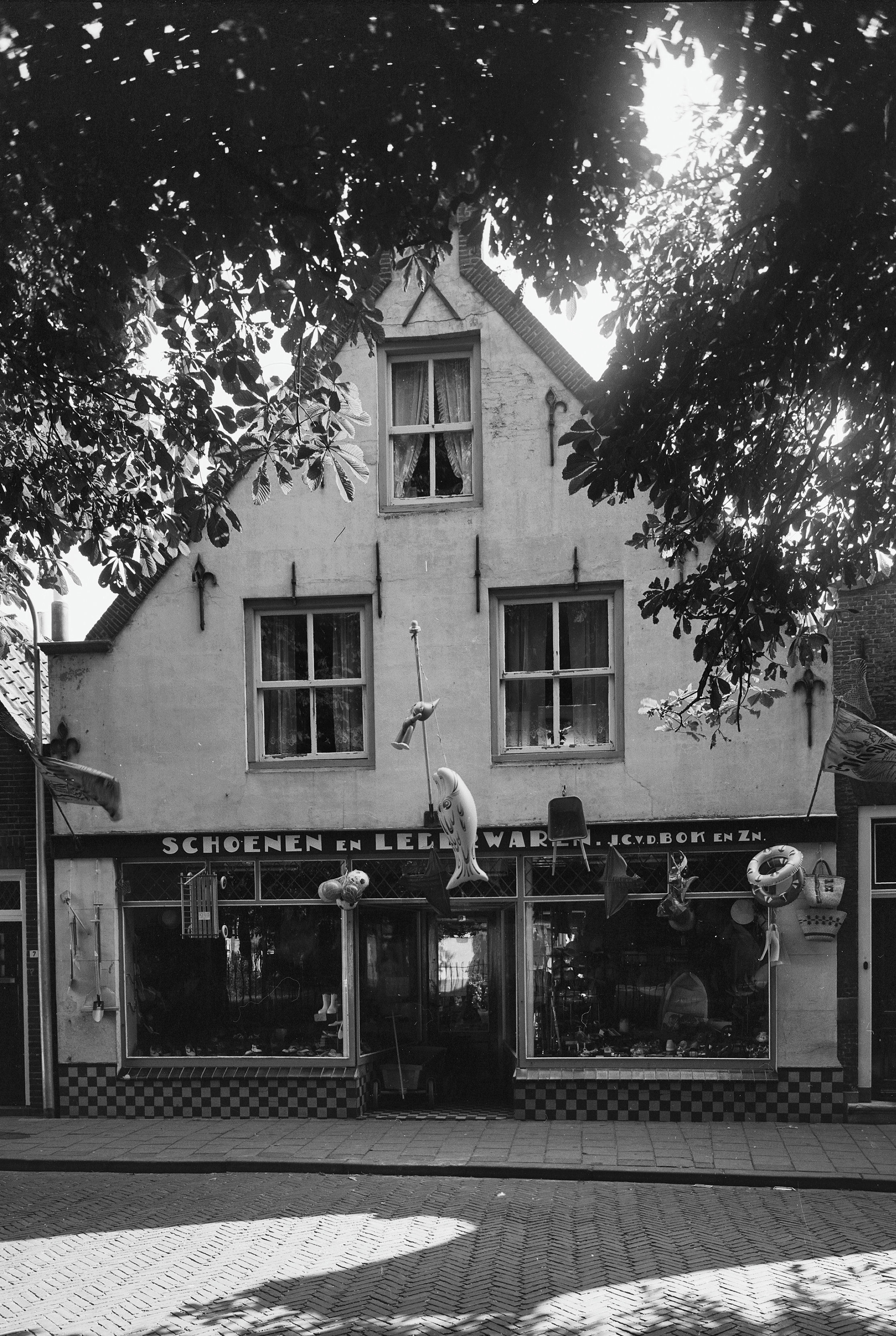
Weststraat 9 in 1967
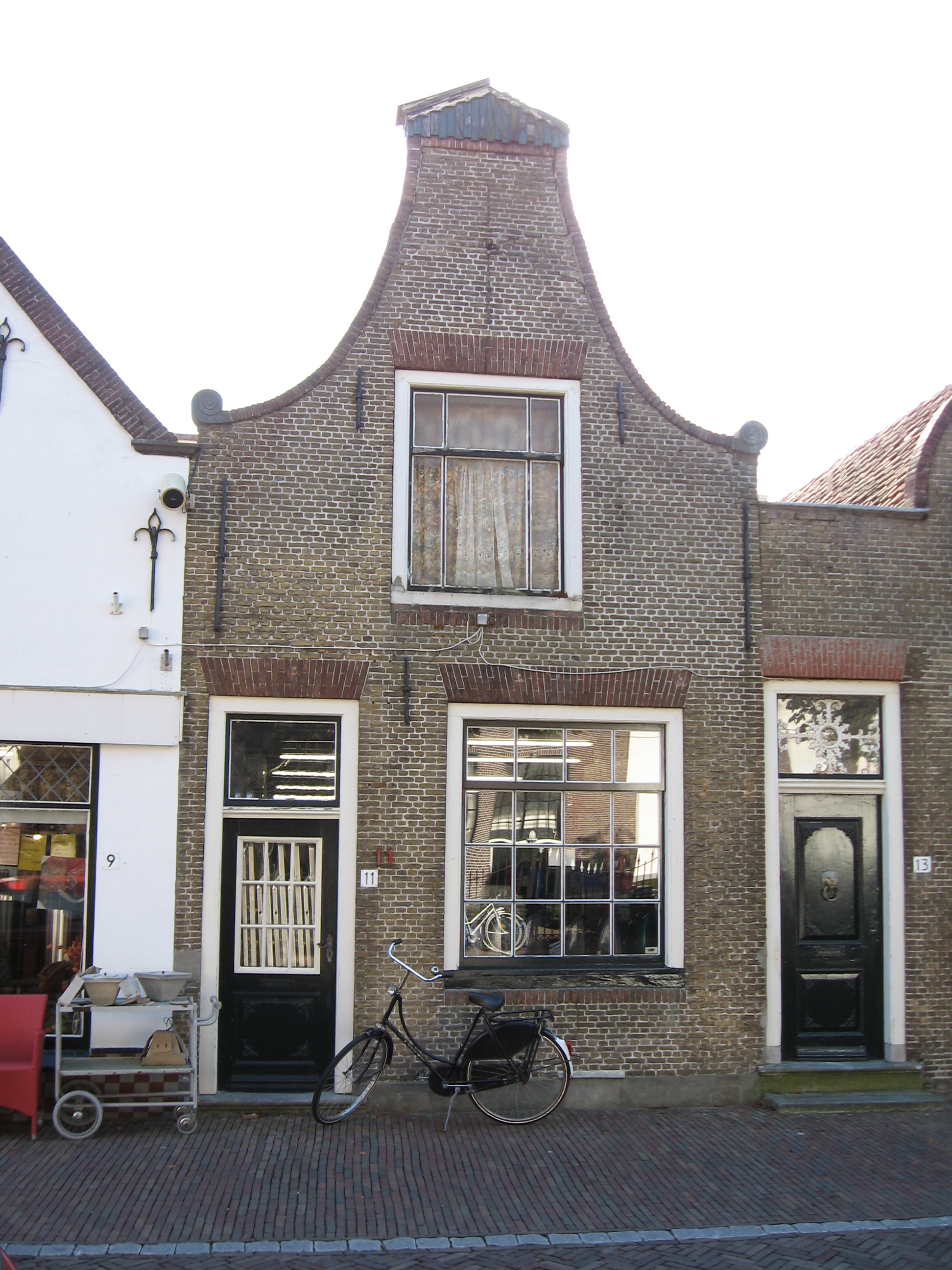
Weststraat 11
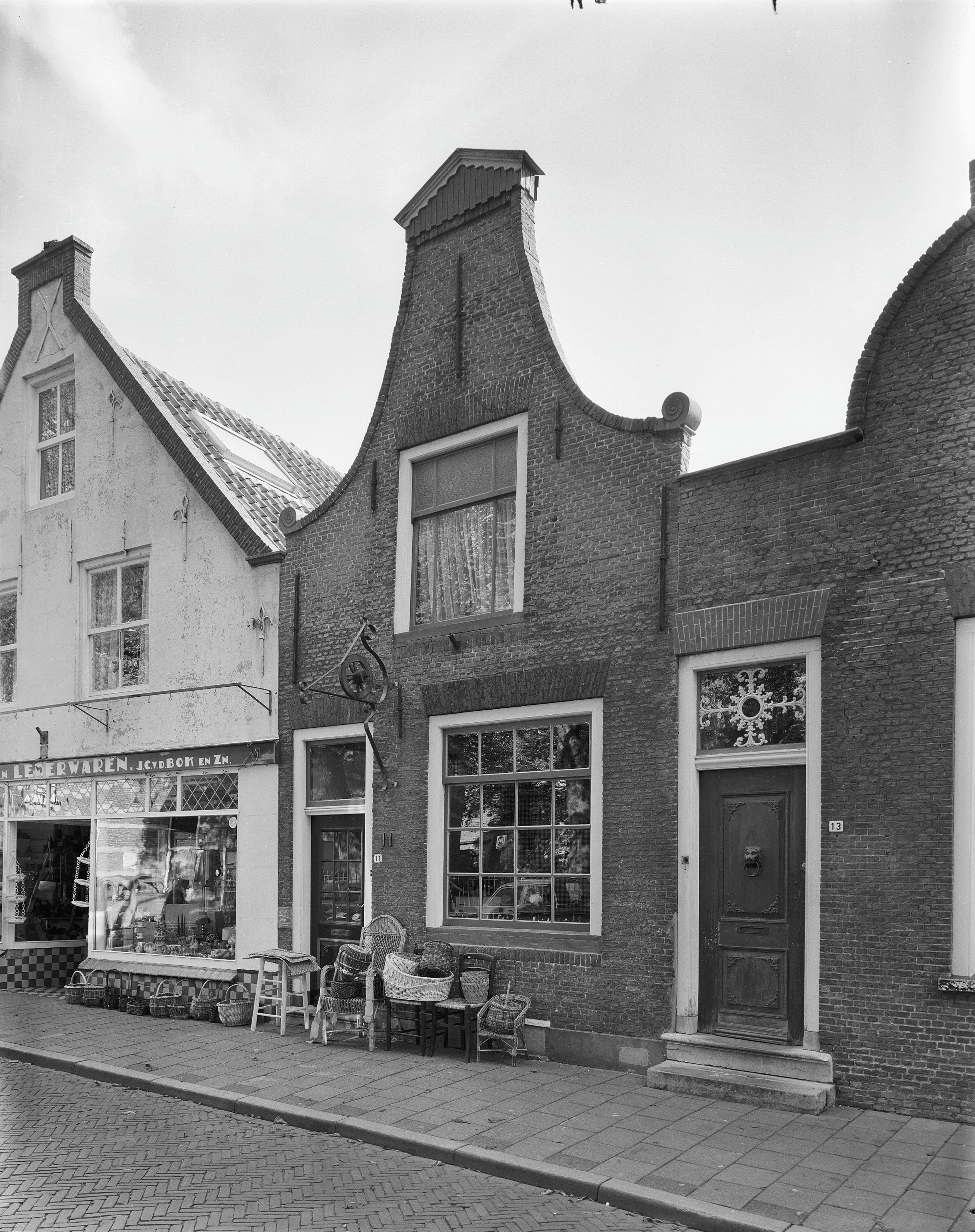
Weststraat 11 in 1977
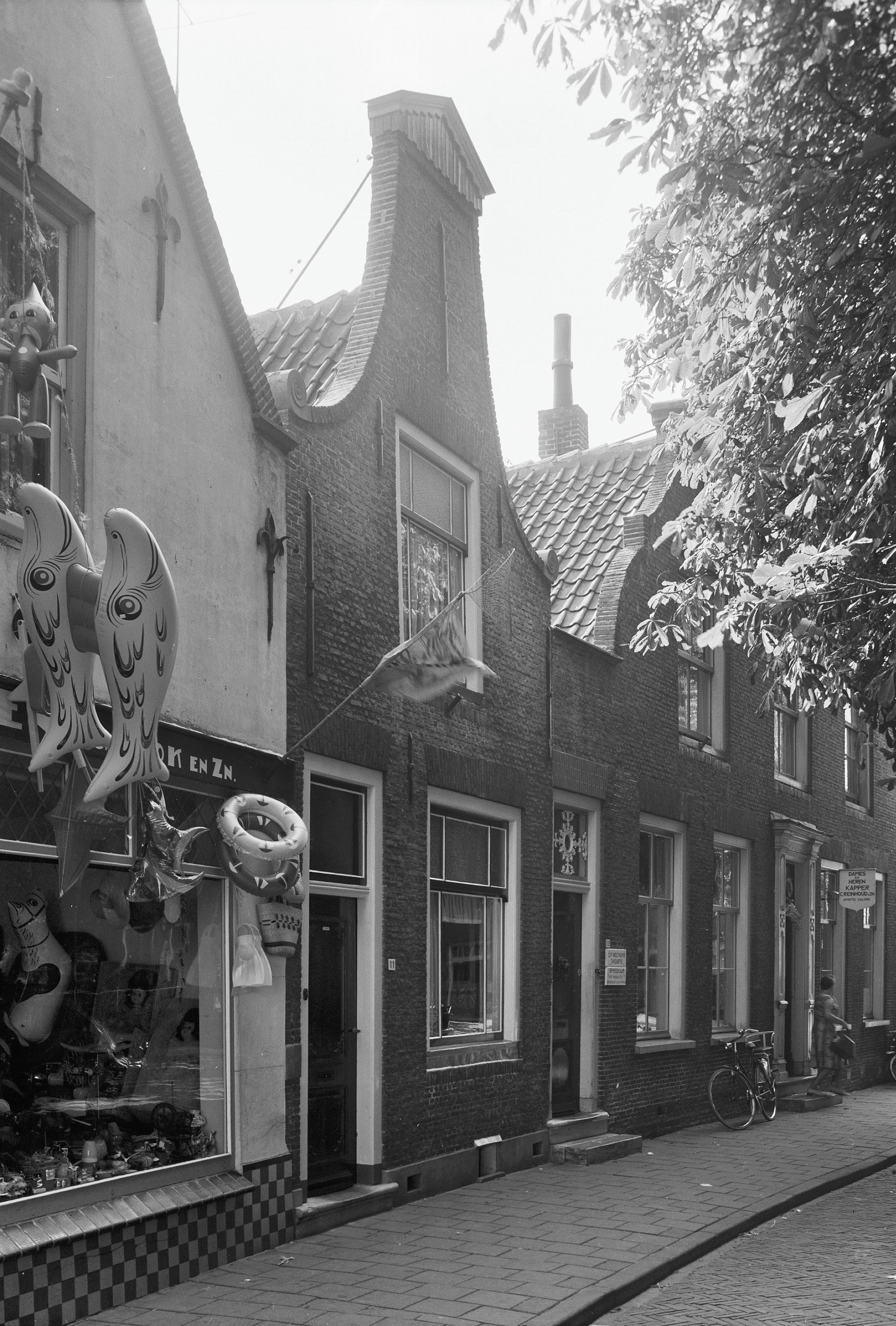
Weststraat 11 in 1967
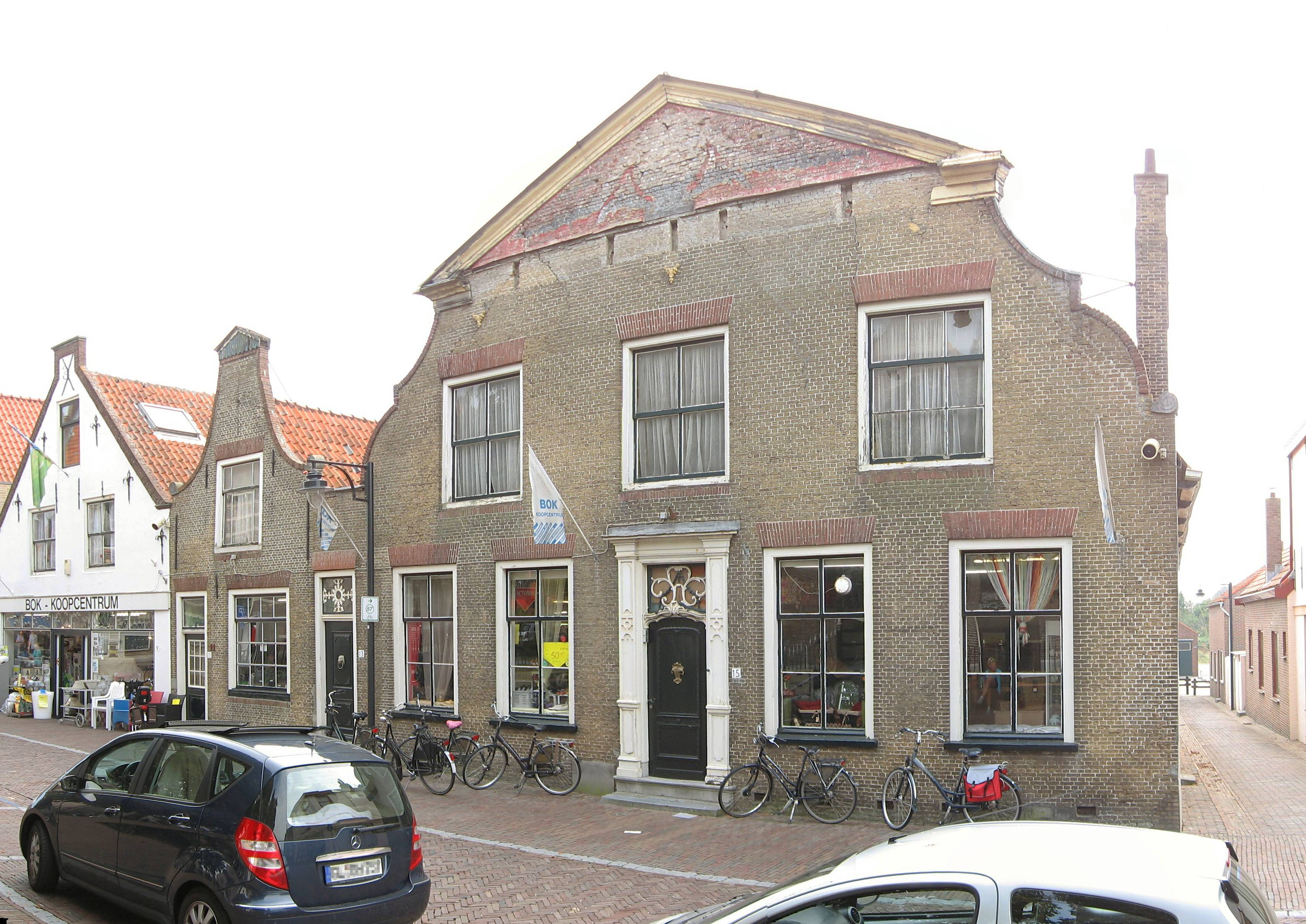
Weststraat 15
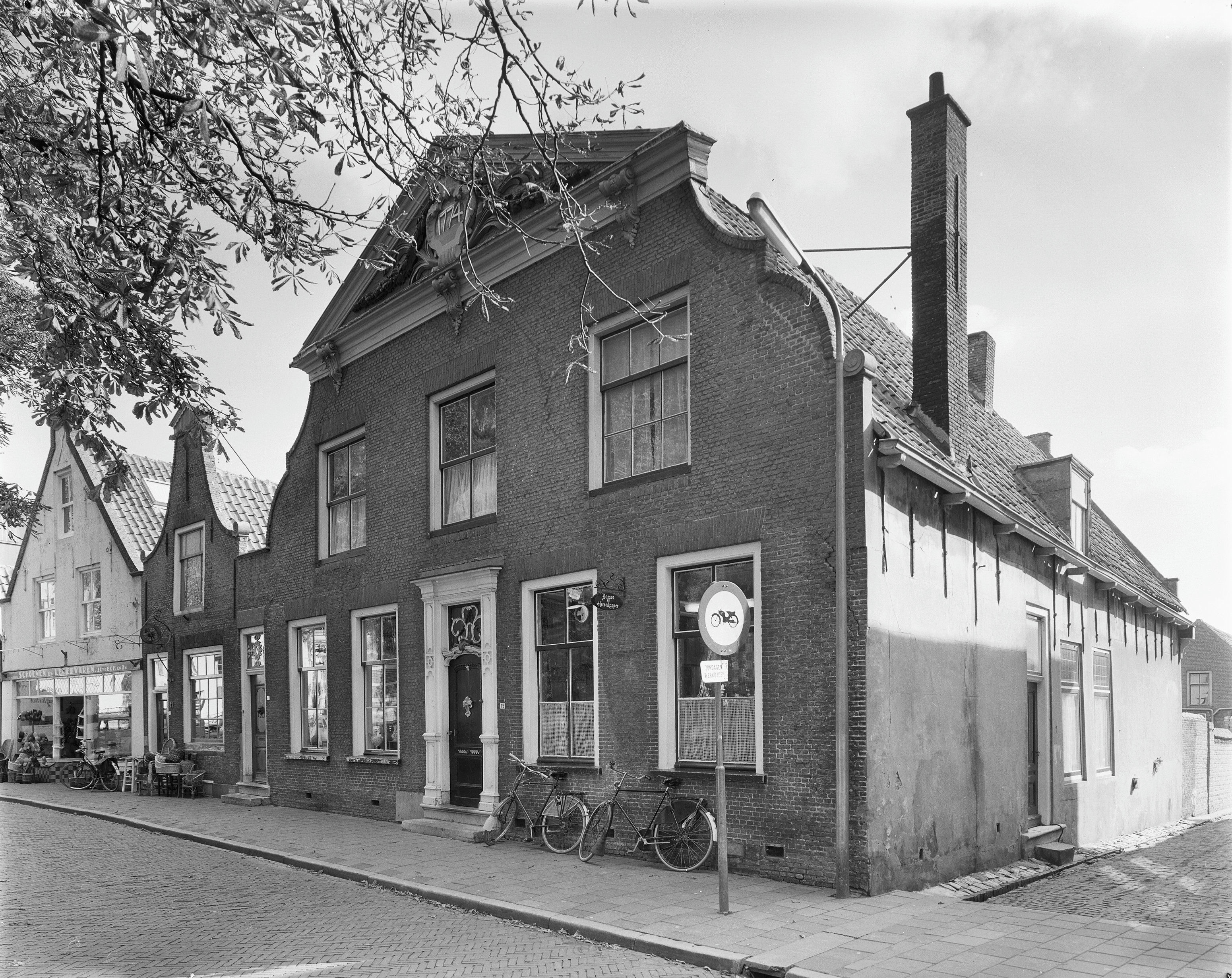
Weststraat 15 in 1977
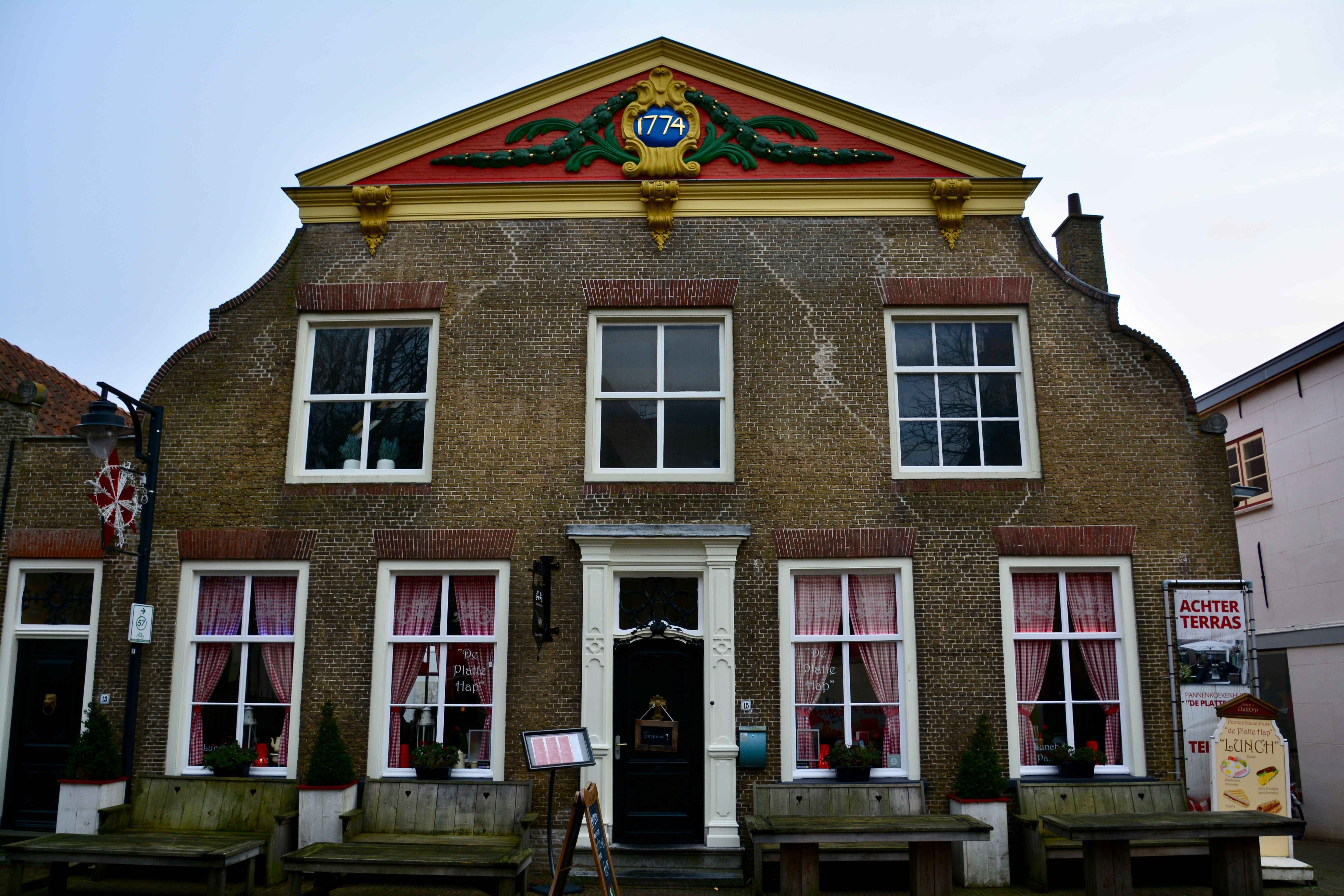
Weststraat 15 in 2018
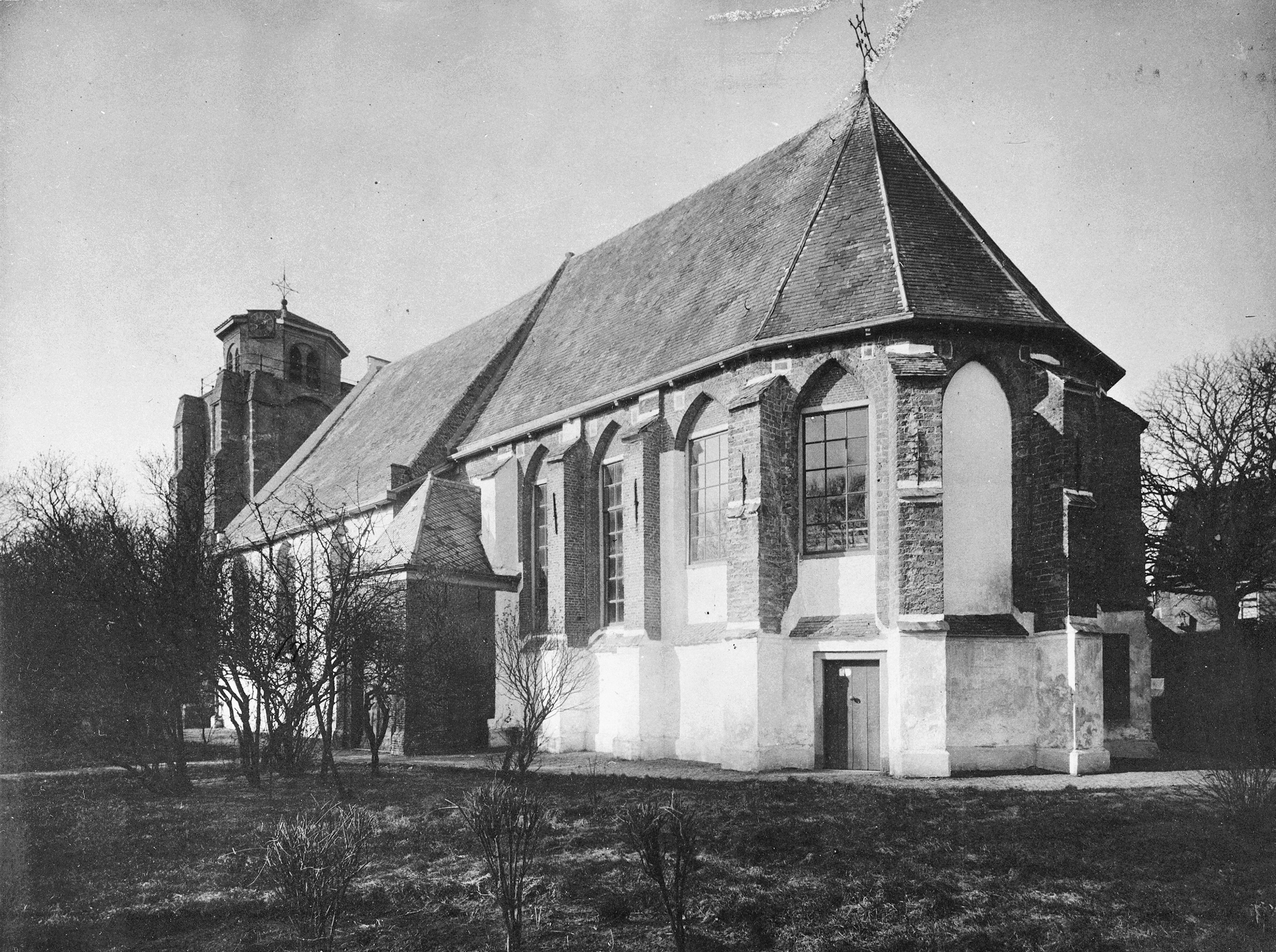
De kerk vanaf de Weststraat, begin 20e eeuw
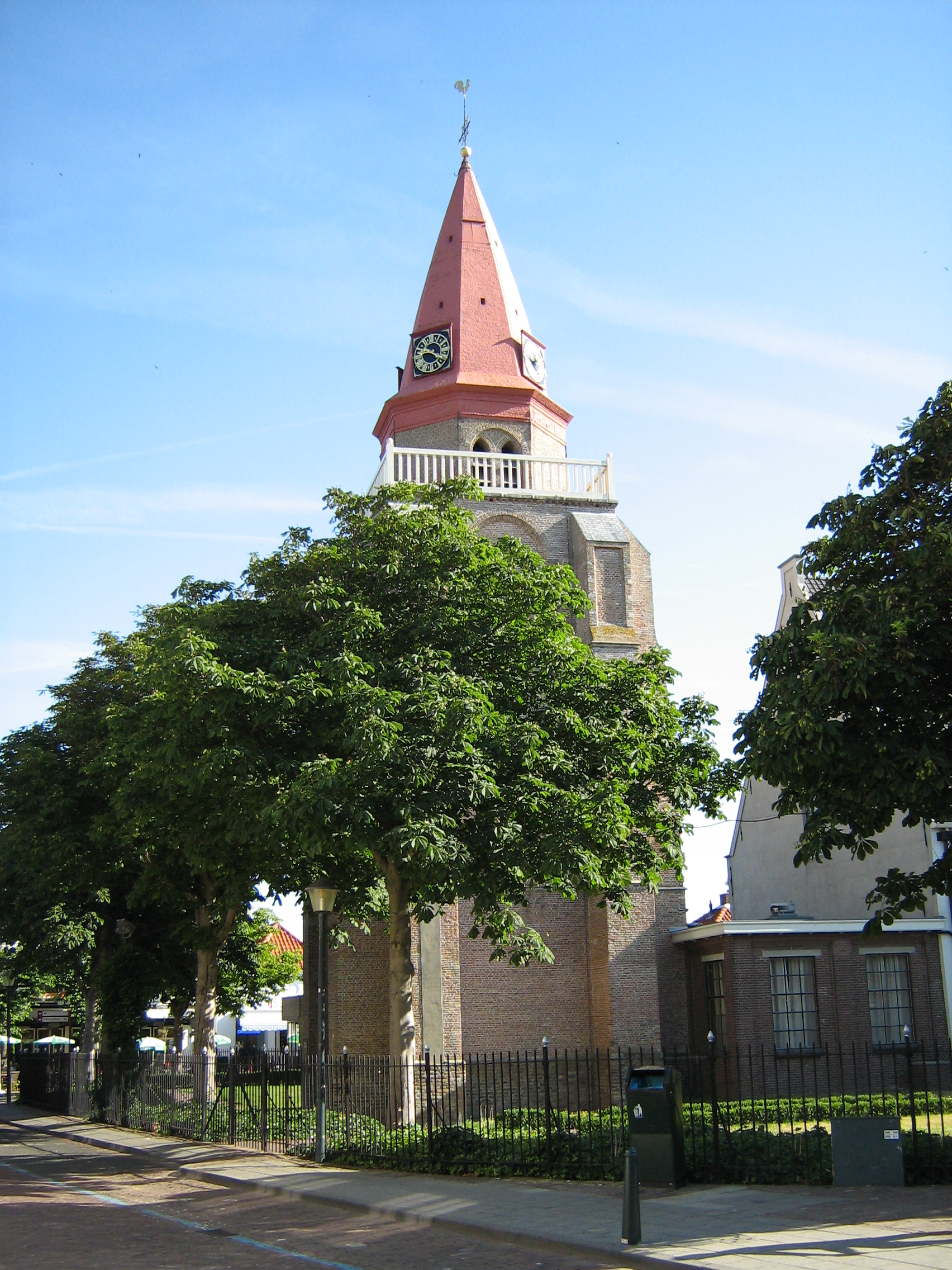
De toren vanaf de Weststraat
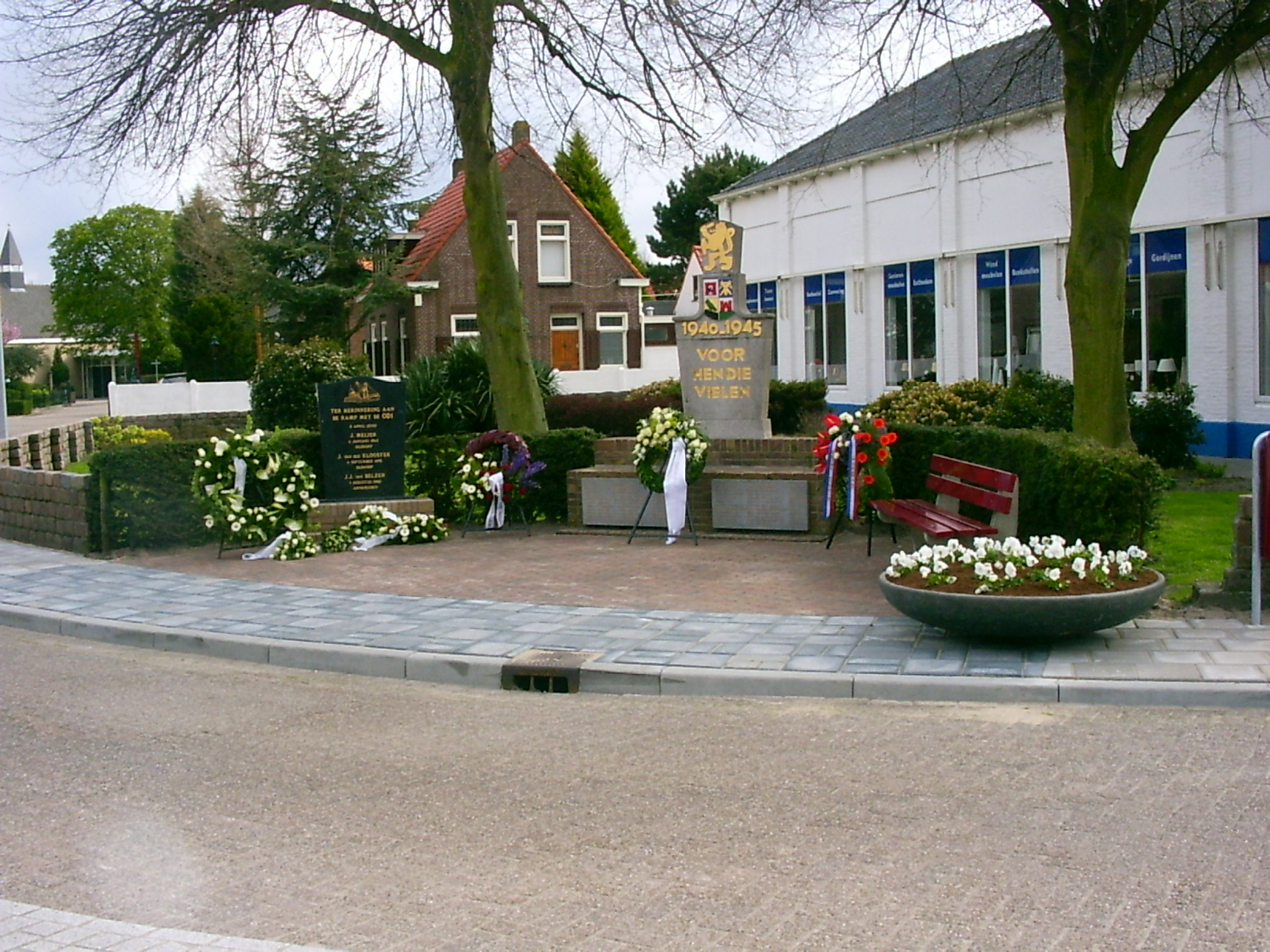
Oorlogsmonumenten op de hoek Weststraat-Hazersweg-Dorpsweg
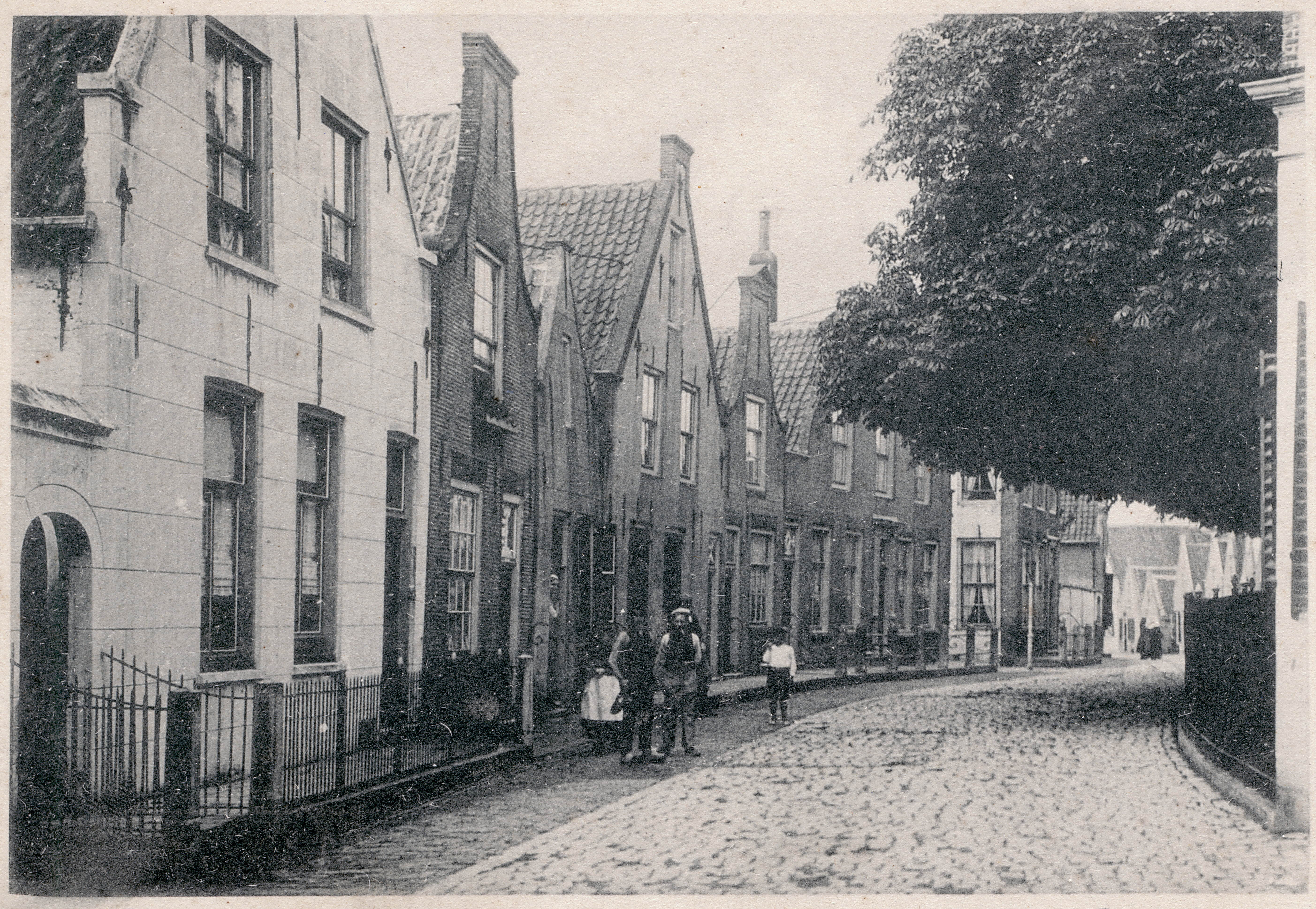
De Weststraat in 1903
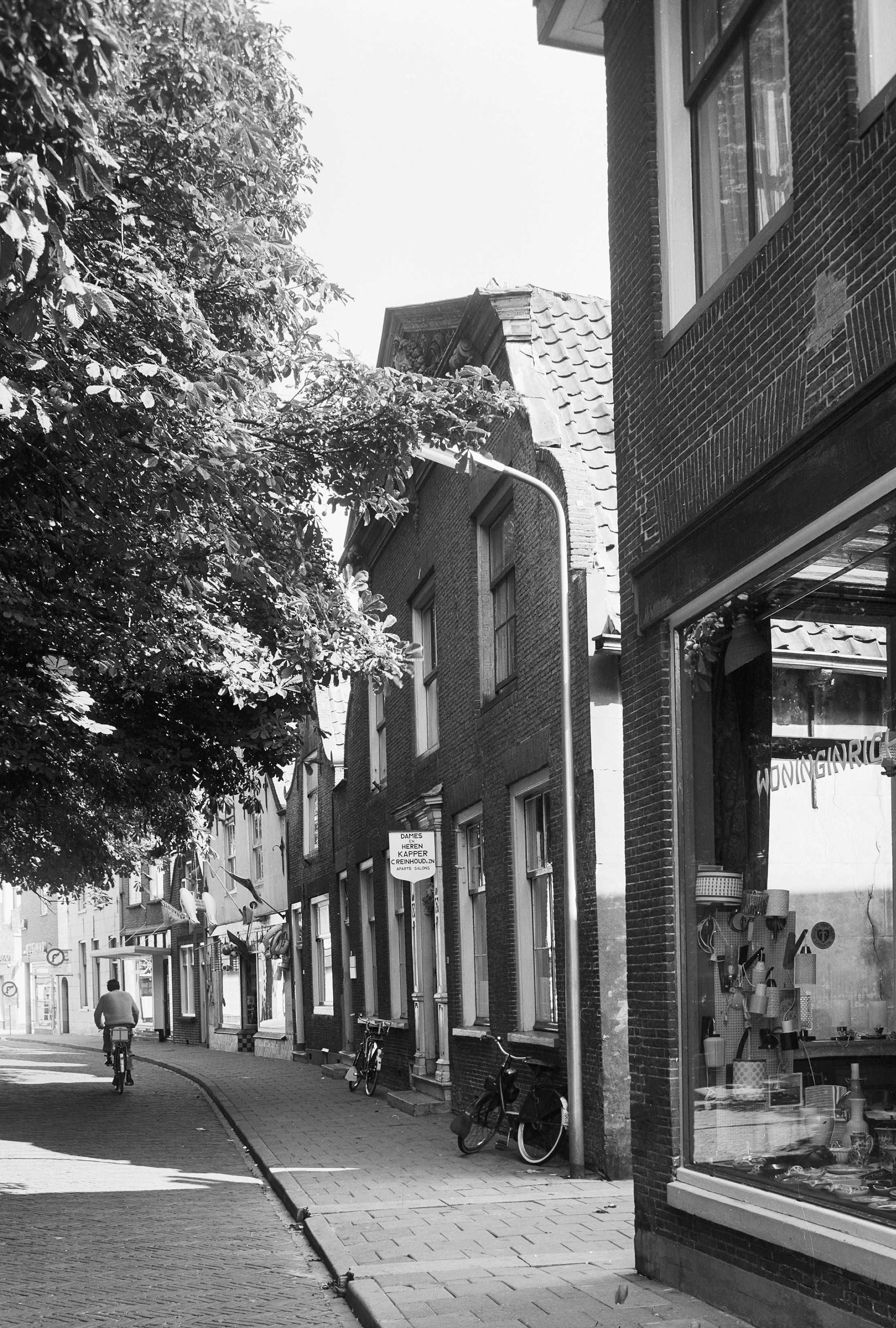
De Weststraat in 1967
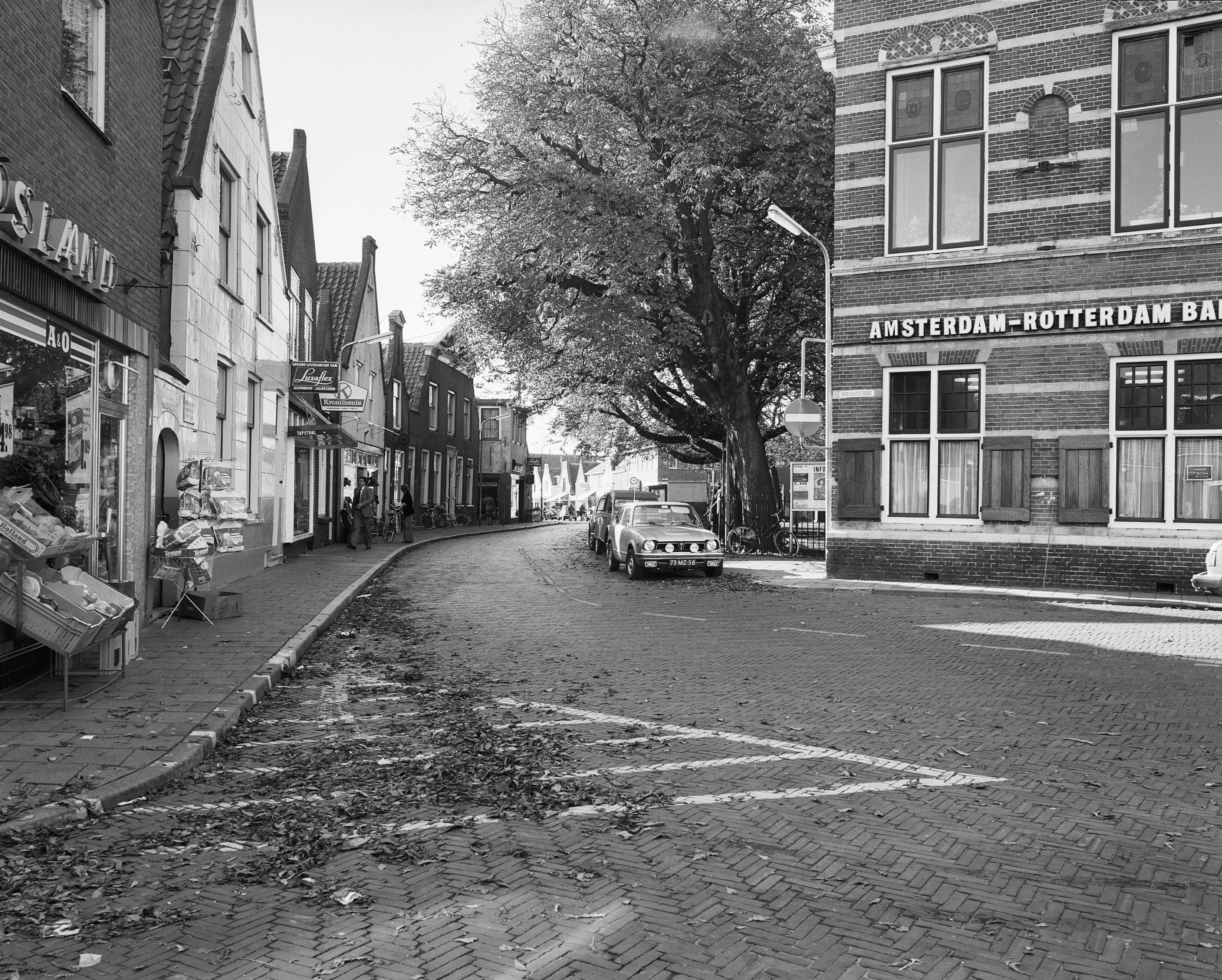
De Weststraat in 1977
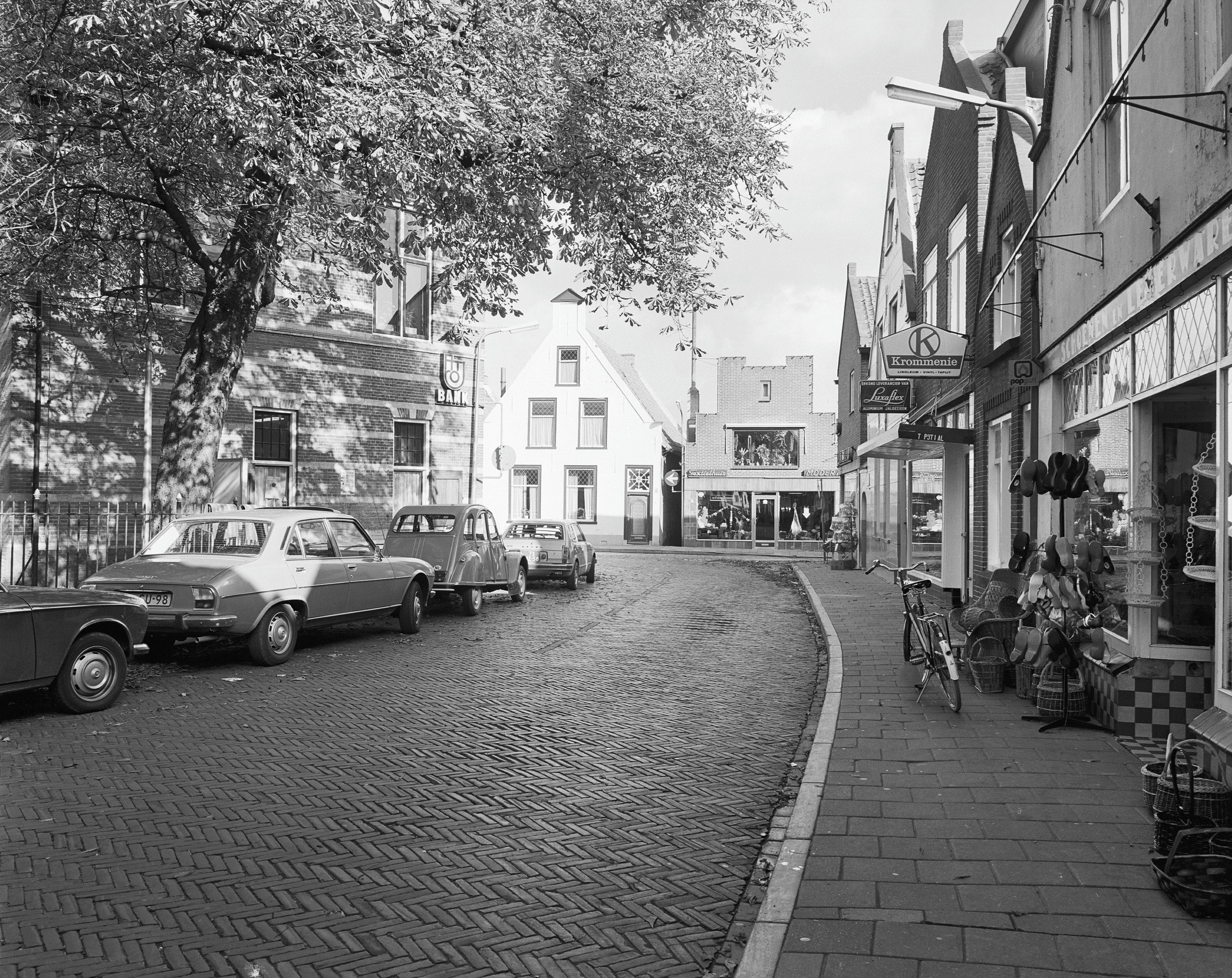
De Weststraat in 1977